# Spångabäcken
Spångabäcken är ett naturreservat i Lindesbergs kommun i Örebro län.
Området är naturskyddat sedan 2008 och är 50 hektar stort. Reservatet består av en dalgång kring bäcken med detta namn. Dalgången består av översvämningsmarker och gels skog och är en fjärilslokal för arterna asknätfjäril, väddnätfjäril och sotnätfjäril. '